# Десето основно училище „Антон Попстоилов“
Десето основно училище „Антон Попстоилов“ в Благоевград, България е понастоящем бивше учебно заведение. Основано е през 1989 и закрито на основание чл.10, ал.5 от Закона за народната просвета през 2007 година.